# Роџер Бампас
Роџер Бампас (рођен 20. новембра 1951) је амерички глумац. Познат је по томе што је позајмио глас Лигњославу Пипку у америчкој анимираној телевизијској серији Сунђер Боб Коцкалоне, која му је донела славу. Он такође даје глас неколико других ликова у серији, укључујући љубичасту рибу доктора и разне ринглице.

## Младост
Роџер Бампас је рођен 20. новембра 1951. у Литл Року, у Арканзасу, од родитеља Керола Бампаса (1923–2009) и Вирџиније Бампас (1921–2004).  Имао је двоје браће и сестара, од којих је једно било мртворођено. Његови родитељи су водили посао хемијског чишћења. Своју мајку је описао као „живот породице”, а свог оца као „типичног јужњачког мушкарца са јужњачким мушким гађењем”, али је додао да је био пун љубави и великодушан.  Као дете, Бампасс је идолизирао Мела Бланка и имитирао ликове из Шашаве дружине, као и друге ликове из цртаних филмова. Научио је напамет комичне албуме Џонатана Винтерса и Била Козбија.
Бампас је похађао Литл Рок централну средњу школу, где је стекао прво искуство у позоришту. Затим је дипломирао радио-телевизију и позориште на Државном универзитету у Арканзасу. Радио је на радио станици у кампусу, као и на телевизијској станици KAIT-TV која је била повезана са Џоунсборовом огранком ABC-а, где је имао више дужности као спикер, филмски обрађивач, сниматељ, аудио техничар и технички директор. Док је радио на KAIT-у, Бампас је такође писао, продуцирао и наступао у касноноћном хумористичком програму под насловом Mid-Century Nonsense Festival Featuring Kumquat Theater. Дипломирао је на Универзитету Арканзаса 1976. године, а када га је један професор охрабрио да размисли о професионалном бављењу позориштем, преселио се у Њујорк у јуну 1977. године.